# Sarah Blackwood (Sängerin, 1980)

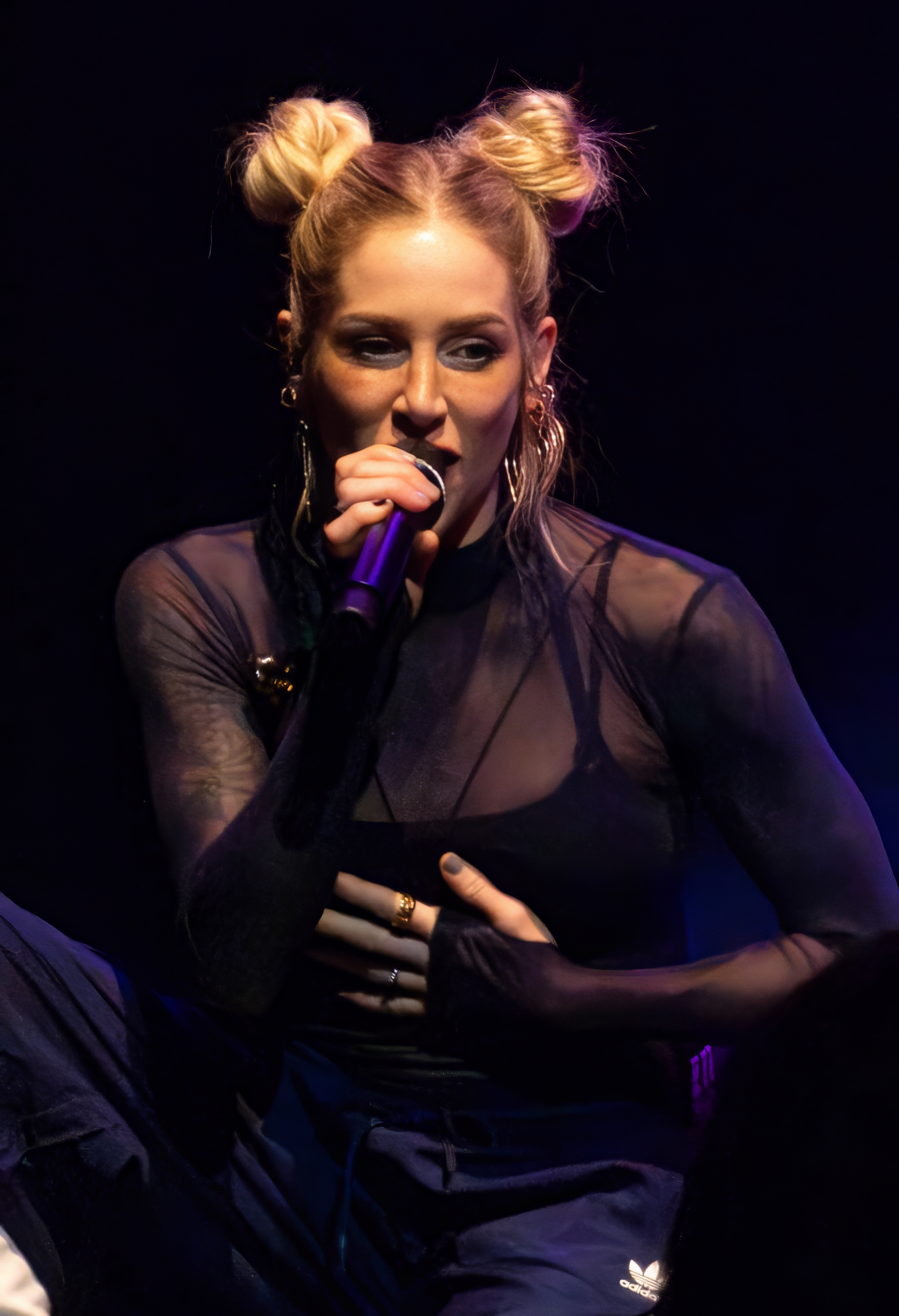
Sarah Blackwood (2024)

Sarah Nicole Blackwood (* 18. Oktober 1980 in Burlington, Ontario), auch bekannt als Sarah Sin, ist eine kanadische Singer-Songwriterin. Sie ist seit 2012 Sängerin der Indie-Rock-Band Walk Off the Earth.

## Leben
Blackwood wurde in der kanadischen Stadt Burlington geboren. Ihre ersten Auftritte hatte sie im Alter von 27 Jahren mit der Psychobilly-Band The Creepshow. Dort vertrat sie zunächst ihre Schwester, Jennifer Blackwood, die wegen Schwangerschaft pausieren musste. Zunächst war geplant, dass Jennifer wieder in die Band zurückkehren sollte. Doch das geschah nicht und Sarah wurde somit festes Bandmitglied. 2008 veröffentlichte sie ihr Debütalbum Way Back Home, sowie ihr erstes Album Run For Your Life mit The Creepshow. 2010 folgten ihr Soloalbum Wasting Time und They All Fall Down mit ihrer Band. 2012 verließ sie The Creepshow und schloss sich der, ebenfalls aus Ontario stammenden, Indie-Band Walk Off the Earth an. International bekannt wurde sie 2012 durch ein Video, welches auf der Internet-Plattform YouTube veröffentlicht wurde. In dem Video coverte Blackwood mit ihrer Band das Lied Somebody That I Used to Know des belgischen Sängers Gotye. 2013 folgte das Album R.E.V.O. Im selben Jahr trat Blackwood als Gastsängerin bei dem Lied Lonesome Rider der dänischen Metal-Band Volbeat auf. Mit Sing It All Away brachte sie im Juni 2015 ihr zweites Studioalbum mit Walk Off the Earth heraus.

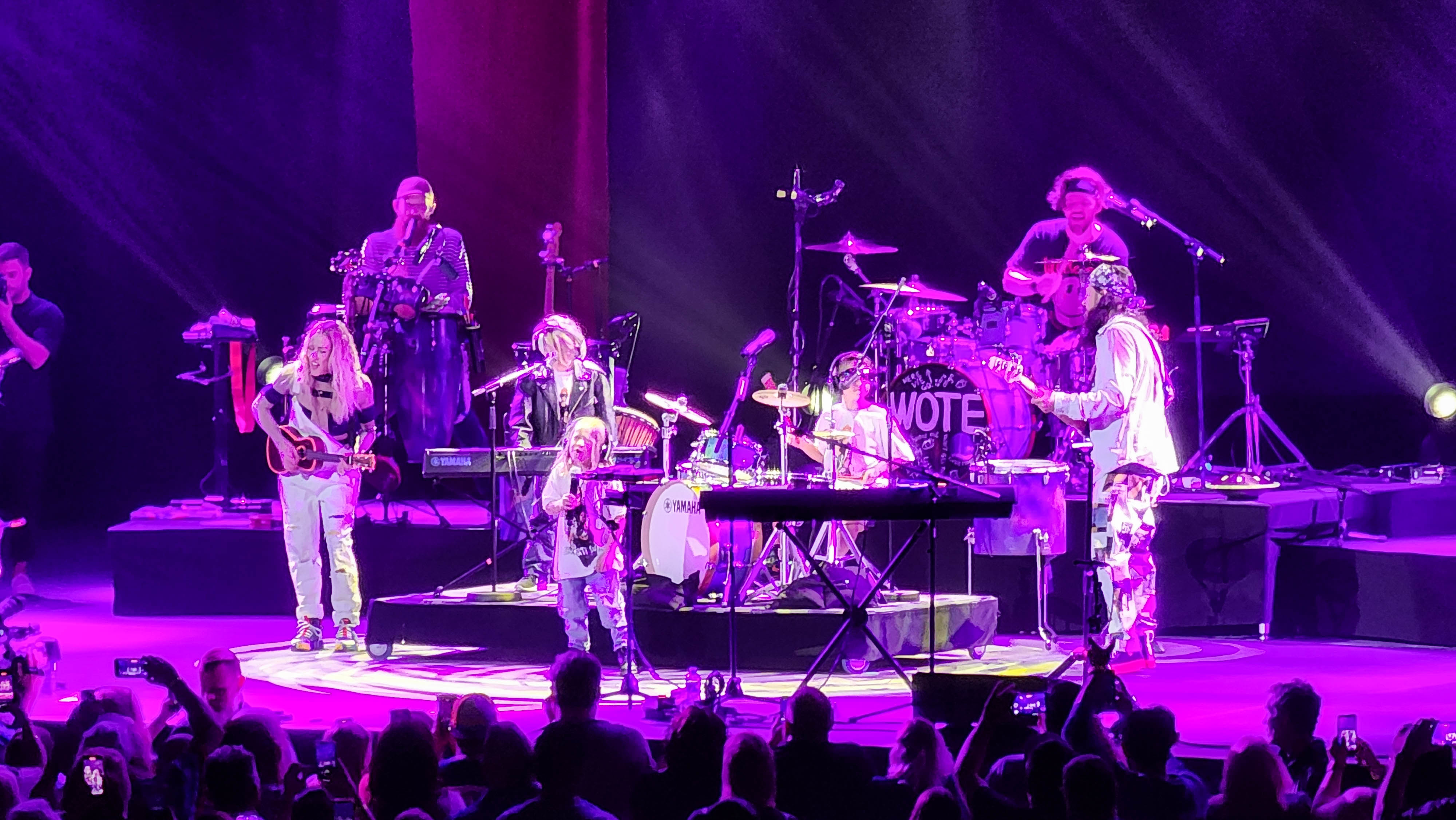
Walk Off the Earth und Luminati Suns 2023

Blackwood ist seit Januar 2012 mit Walk-Off-the-Earth-Gründungsmitglied Gianni „Luminati“ Nicassio zusammen. Das Paar hat drei Söhne (* 2013, * 2015, * 2017), die als „Luminati Suns“ Musik veröffentlichten und bei Konzerten von Walk Off the Earth auftreten.

## Diskografie
mit Walk Off the Earth
als Solokünstlerin
- 2008: Way Back Home
- 2010: Wasting Time
- 2012: Wait It Out (EP)

mit The Creepshow
- 2008: Run for Your Life
- 2010: They All Fall Down

als Gastsängerin
- 2013: Volbeat – Lonesome Rider auf dem Album Outlaw Gentlemen & Shady Ladies